# Tajuria vergara
Tajuria vergara är en fjärilsart som beskrevs av Semper 1890. Tajuria vergara ingår i släktet Tajuria och familjen juvelvingar. Inga underarter finns listade i Catalogue of Life.